# チェチ

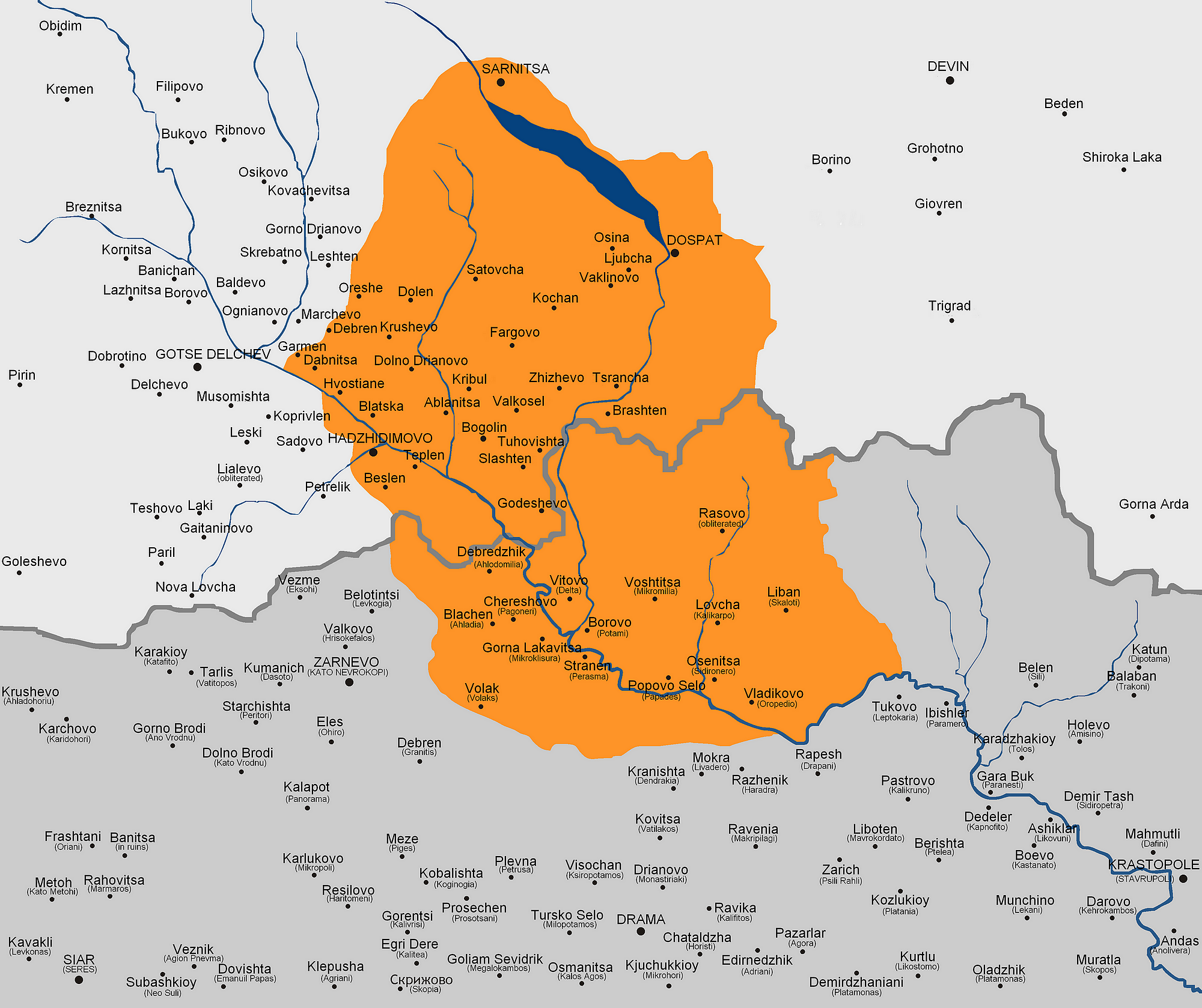
チェチ地方。北半分はブルガリア領、南半分がギリシャ領となっている。

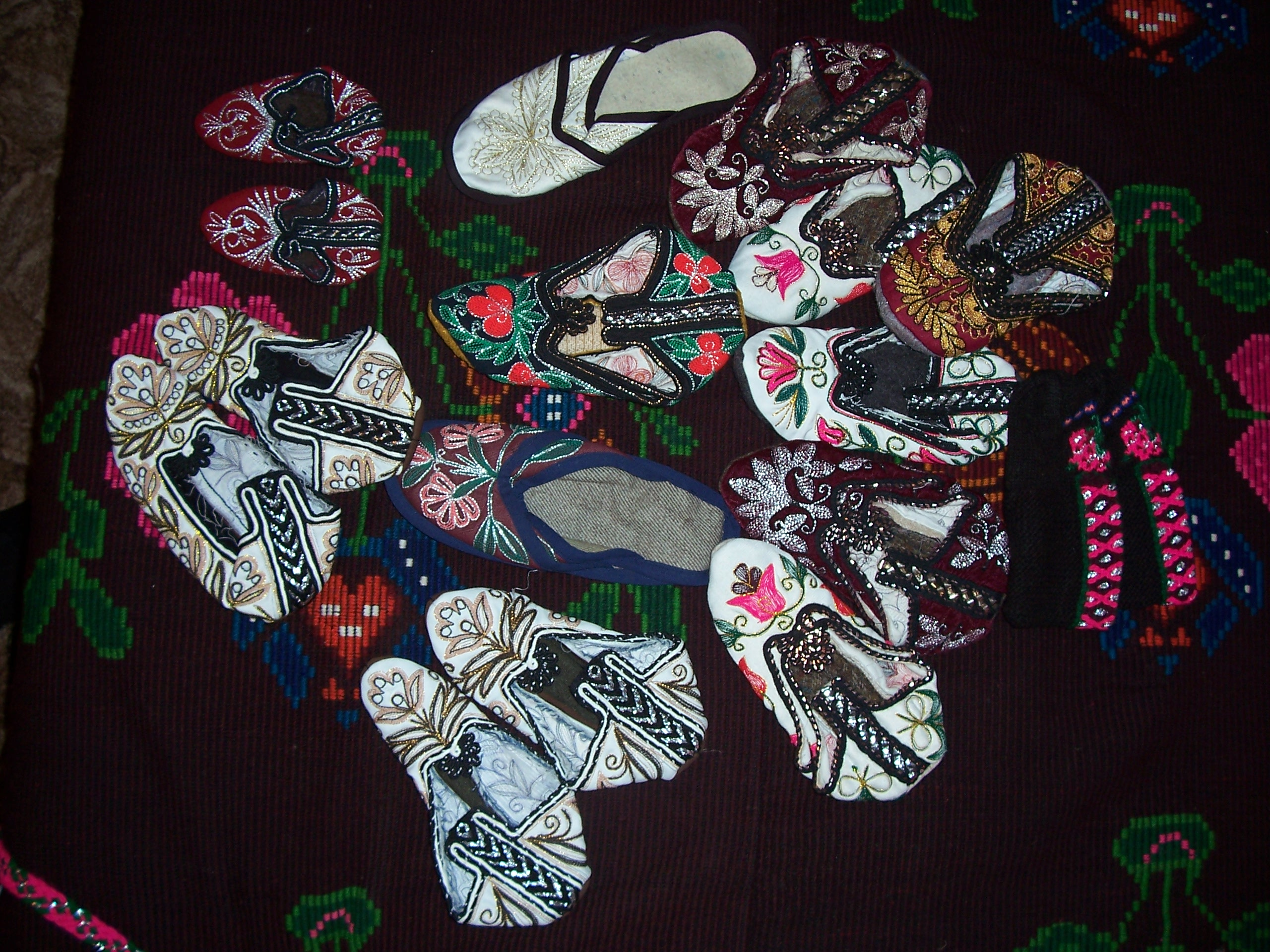
チェチ地方の伝統的手芸品。ドスパト自治体のツルンチャから。

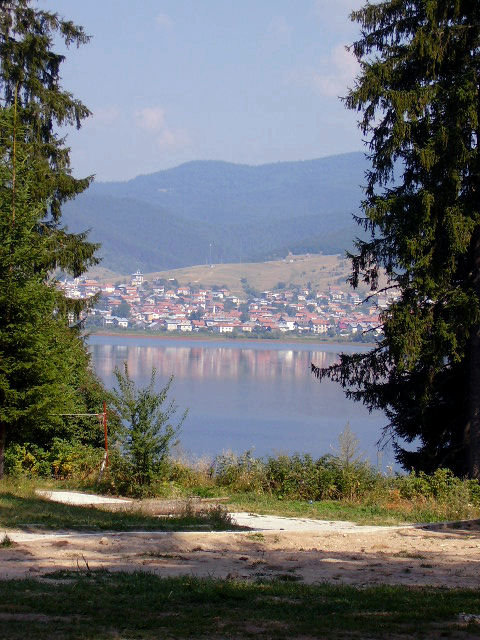
ヴェリングラト自治体のスルニツァの町とドスパト・ダム。

チェチ（ブルガリア語:Чеч / Chech）、あるいはチェチコ（Чечко / Chechko）は、バルカン半島の地理的・歴史的な地域の1つであり、現在のブルガリア領とギリシャ領にまたがって広がっている。チェチ地域に含まれる60の村の住民のほぼ全てが、ポマクである。
チェチはマケドニア地域にあり、ロドピ山脈の西部、ファラクロ山（Falakro）の北に位置している。チェチはドラマ・チェチ（Drama Chech）とネヴロコピ・チェチ（Nevrokopi Chech）に分かれ、前者および後者の一部はギリシャ領となっている。
ヴァシル・クンチョフ（Васил Кънчов / Vasil Kanchov）によると、チェチの東の境界はドスパト川（Dospat River）、西の境界はドゥプニツァ川（Dabnitsa）までとされる。ブルガリア領チェチにはサトフチャ、ドスパトの両自治体、およびドスパト川、サトフチャ・ビストリツァ川（Satovska Bistritsa）沿いの村々が含まれる。ブルガリア領チェチの村々は、サトフチャ、ドレン（Dolen）以外では人口のほとんどをポマクが占めている。サトフチャとドレンでは人口の一部はキリスト教徒である。ギリシャ領チェチはカト・ネヴロコピ（Kato Nevrokopi）、シディロネロ（Sidironero）の自治体から成る。ギリシャ領チェチにすむポマクは、1920年代にトルコ、西トラキア、あるいはブルガリアに追放され、住民の家や土地はトルコから追放されてきたギリシャ人キリスト教徒に与えられた。

## 人口
2007年12月15日時点で、ブルガリア領チェチの人口は48,970人であり、そのほとんどはポマクである。2001年時点で、ギリシャ領チェチの人口は2553人であり、そのほとんどがキリスト教徒のギリシャ人である。1900年の時点で、チェチの人口はブルガリア人が5897人、ポマクが5667人、トルコ人が1151人、ヴラフ人が23人、ロマが10人で、合計12,748人であった。

## ブルガリア領の集落
- サトフチャ自治体
  - Bogolin
  - Dolen
  - Fargovo
  - Godeshevo
  - Kochan
  - Kribul
  - Osina
  - Pletena
  - Satovcha
  - Slashten
  - Tuhovishta
  - Vaklinovo
  - Valkosel
  - Zhizhevo
- ドスパト自治体
  - Barutin
  - Brashten
  - Chavdar
  - Dospat
  - Kasak
  - Ljubcha
  - Tsrancha
  - Zmeitsa
- グルメン自治体
  - Dabnitsa
  - Debren
  - Dolno Drianovo
  - Garmen
  - Hvostiane
  - Krushevo
  - Oreshe
- ハジディモヴォ自治体
  - Ablanitsa
  - Beslen
  - Blatska
  - Hadzhidimovo
  - Teplen
- ヴェリングラト自治体
  - Sarnitsa

## ギリシャ領の集落
- シディロネロ自治体
  - Oropedio (Vladikovo)
  - Kalikarpo (Lovcha), Skaloti (Liban)
  - Sidironero (Osenitsa)
  - Papades (Popovo Selo)
- カト・ネヴロコピ自治体
  - Ahladea (Blachen)
  - Potami (Borovo)
  - Delta (Vitovo)
  - Mikroklisura (Gorna Lakavitsa)
  - Ahladomilia (Debredzik)
  - Mikromilia (Ostitsa)
  - Persama (Stranen)
  - Pagoneri (Chereshovo)
  - Volaks (Volak)